# جيمس إيرل فرازير
جيمس إيرل فرازير (بالإنجليزية: James Earle Fraser)‏ هو نحات أمريكي، ولد في 4 نوفمبر 1876 في وينونا في الولايات المتحدة، وتوفي في 11 أكتوبر 1953 في ويستبورت (كونيتيكت) في الولايات المتحدة.

## وصلات خارجية
- جيمس إيرل فرازير على موقع أوليمبيديا (الإنجليزية)
- جيمس إيرل فرازير على موقع الموسوعة البريطانية (الإنجليزية)